# Kvindehuset
 Der er for få eller ingen kildehenvisninger i denne artikel, hvilket er et problem. Du kan hjælpe ved at angive troværdige kilder til de påstande, som fremføres i artiklen.
 Denne artikel bør gennemlæses af en person med fagkendskab for at sikre den faglige korrekthed.

Kvindehuset er et socialistisk og feministisk non-profit, brugerstyret hus, der rummer politiske og kulturelle aktiviteter.
Kvindehuset er et frivilligt drevet hus, der arbejder for at bekæmpe diskrimination baseret på køn og seksualitet. Kvindehuset er et sted med et feministisk omdrejningspunkt, hvor man kan udvikle ideer, tanker og projekter. Kvindehuset bestræber sig på at fungere som et fristed fra samfundets kønnede normer og diskrimination. Huset har kønsseparatistisk virke og er således kun åbent for kønsminoriteter og kvinder..

## Historie
Kvindehuset daterer tilbage til 1978, hvor Den Ny Kvindebevægelse besatte huset i Gothersgade.
Gennem tiden har mange indflydelsesrige kvindegrupper holdt til i Kvindehuset bl.a. Lesbisk Bevægelse og Rødstrømpebevægelsen.